# Pakosna pecavka
Pakosna pecavka (stajska muha; Stomoxys calcitrans), vrsta muhe iz porodice Muscidae raširene gotovo po cijeloj Zemlji, a najviše ih ima tamo gdje je rašireno stočarstvo, zadržava se po stajama, pa je nazivaju i stajska muha.
I mužjaci i ženke hrane se krvlju topklokrvnih sisavaca. Slična je kućnoj muhi (Musca domestica), ali je manja od nje. Odrasle jedinke narastu od 6-8 milimetara, a i svjetlije je boje od kućne muhe.
Sive je boje i lako prepoznatljiva po četiri longitudinalne pruge na toraksu. Rilo joj je crne boje, dugačko i tanko.
Larve dosežu veličinu 5 – 12 mm, cilindričnog su oblika i žućkaste boje.
Muha S. calcitrans prenosnik je zaraznih bolesti i može uzrokovati ugibanje stoke.

## Galerija
- S. calcitrans
- S. calcitrans
- Stomoxys calcitrans, hranjenje na psu

## Vanjske poveznice
|  | Zajednički poslužitelj ima još gradiva o temi Stomoxys calcitrans |
|  | Wikivrste imaju podatke o taksonu Stomoxys calcitrans             |